# Прапор Підгайців
Пра́пор Підгайців — один із символів міста Підгайці Тернопільської області, затверджений 22 серпня 1991 року сесією Підгаєцької міської ради.
Автор — А. Гречило.

## Опис прапора
Квадратне полотнище, на синьому тлі жовта літера «П» над білим півмісяцем, під ними — жовтий хрест; з трьох сторін, крім древкової, прапор має лиштву з синіх та жовтих трикутників (ширина лиштви становить 1/10 сторони прапора).

## Зміст
Основою для сучасних символів послужили печатки міста з ХVІ–ХVІІ ст., на яких фігурувала латинська літера «Р» над півмісяцем і хрестом.